# Orquesta de cuerda

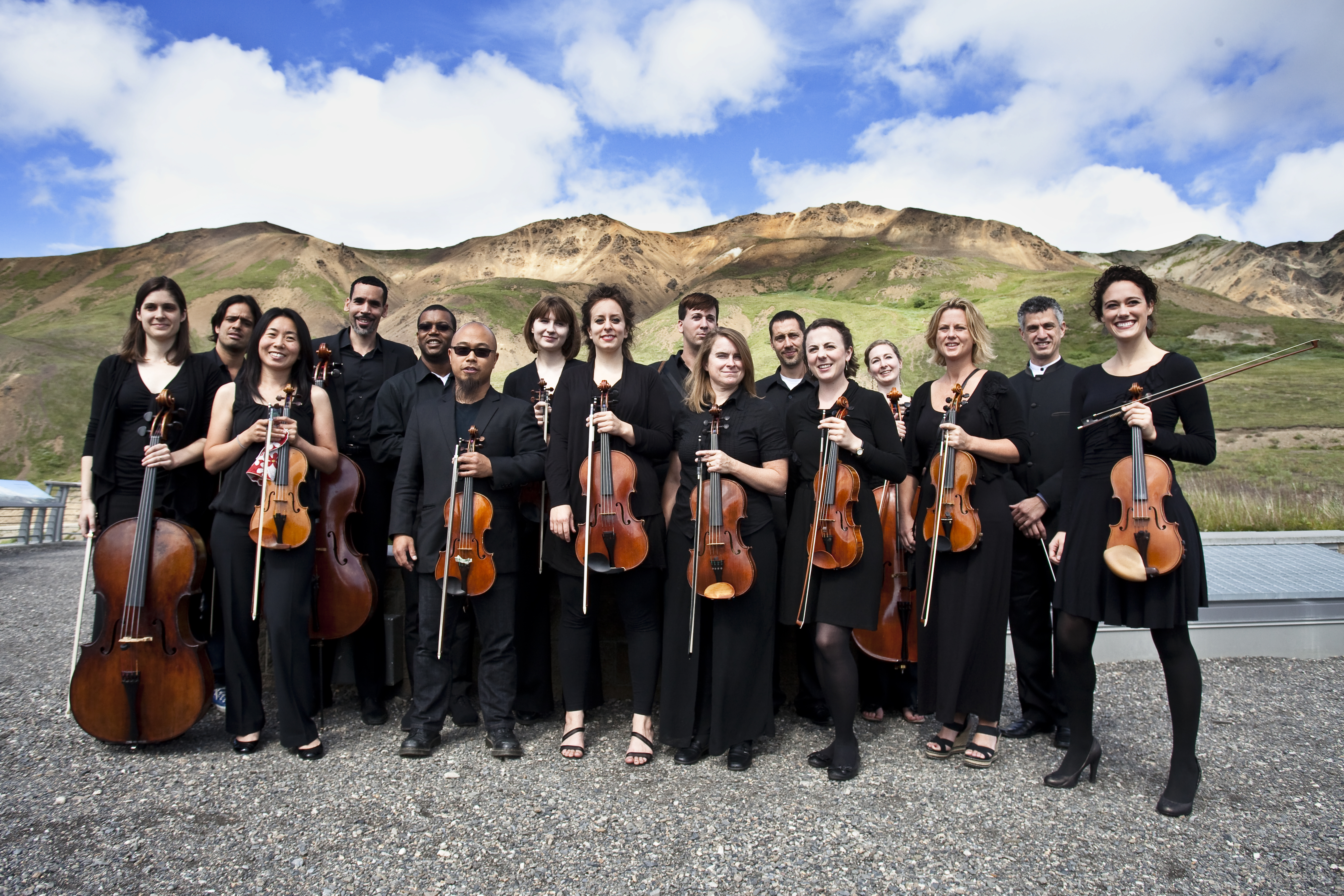
Orquesta de cuerda

Una orquesta de cuerda u orquesta de cuerdas es una orquesta que consta únicamente de una sección de cuerda. Los instrumentos de esta orquesta suelen ser los siguientes: el violín, el cual se divide en violín primero y segundo, la viola, el violonchelo y el contrabajo. Las orquestas de cuerda pueden variar en tamaño desde una orquesta de cámara que consta de entre 12 (4.3.2.2.1 = 12) y 21 músicos (6.5.4.4.2 = 21) que a veces tocan sin director, o hasta el tamaño equivalente a la sección de cuerdas de una gran orquesta sinfónica, que podría tener 60 músicos (16.14.12.10.8 = 60; aunque Gurre-Lieder pide 84: 20.20.16.16.12).

## Repertorio
El repertorio incluye varias obras de Mozart (incluyendo Eine kleine Nachtmusik) y Haydn que prescinde del bajo continuo barroco. Algunas de estas obras son problemáticas cuando se trata de decidir si son para orquesta o cuarteto de cuerda. Particularmente en las primeras obras de Haydn se argumenta que las inversiones de la armonía en los ocasionales cruces de la línea melódica del contrabajo y viola implica que es necesario contrabajo; no obstante la cuestión no está resuelto.
Existen obras notables escritas en el siglo XX para orquesta de cuerda por los siguientes compositores: Bartók (Divertimento para Orquesta de Cuerda), Stravinski (Apolo), Witold Lutosławski (Musique funèbre), de Benjamin Britten (Sinfonía Simple y Variaciones sobre un Tema de Frank Bridge), Charles Wuorinen (Grand Bamboula), y Malcolm Williamson (Sinfonía N.º 7). Sir Michael Tippett escribió un Doble Concierto para Orquesta de Cuerda y Ralph Vaughan Williams escribió una Partita para Doble Orquesta de cuerdas. Los compositores que han escrito una Serenata para orquesta de cuerdas incluyen Chaikovski, Dvořák, Suk y Elgar. Mendelssohn, en su juventud, escribió también trece sinfonías para orquesta de cuerda.
A veces las obras escritas originalmente para cuarteto de cuerda, quinteto, sexteto, etc. se arreglan para orquesta de cuerda. Samuel Barber y su Adagio para Cuerdas, Alban Berg y las 3 Piezas de su Lyric Suite, Arnold Schoenberg y su Segundo Cuarteto de Cuerda y el sexteto Verklärte Nacht, Piotr Ilich Chaikovski y su sexteto de Souvenir de Florencia, John Corigliano y su Segundo Cuarteto de Cuerda y Jean Sibelius y su Andante Festivo, son algunos ejemplos. La pieza de Sibelius presenta una parte opcional de timbal. La pieza Shaker Loops escrita en 1978 para un septeto, fue arreglado en 1983 para orquesta de cuerdas por el compositor estadounidense John Adams y se ha convertido en una popular adición al repertorio en los últimos tiempos. Graham Waterhouse ha compuesto varias obras para orquesta de cuerda (Sinfonietta), también combinándolo con sonidos contrastantes como el Gran Highland Bagpipe (Jefe del Saludo).

## Instrumentación
- Violín (1,2)
- Viola
- Violonchelo
- Contrabajo